# Kokoro Koko ni
Kokoro Koko ni (ココロココニ;Cocorococoni) is het derde minialbum van Wakusei Abnormal. De hoogste positie die het album had was plaats 290 in de Oricon hitlijsten voor 1 week.

## Nummers
| Nr. | Titel                                                       | Duur |
| --- | ----------------------------------------------------------- | ---- |
| 1.  | Muteki no Koibito (ムテキの恋人; Invincible Lover)          | 3:43 |
| 2.  | Clone (クローン)                                            | 4:04 |
| 3.  | Ikizuku (息衝く; Alive)                                     | 3:30 |
| 4.  | Bijutsu II (美術II; Art)                                    | 4:51 |
| 5.  | Jinsei wa Romantic (人生はロマンティック; Life is Romantic) | 3:19 |